# Saison 2005-2006 du Club athlétique Brive Corrèze Limousin
Cette page présente la saison 2005-2006 du Club athlétique Brive Corrèze Limousin. Le club dispute le Top 14 et le Challenge européen.

## La saison
Le club connaît un changement d'appellation le 3 septembre 2005, avec la signature d'une convention le liant avec le Conseil Régional du Limousin.
En interne, le CA Brive est confronté à des remous d'ordre financier. Il affiche un déficit financier prévisionnel de 400,000 euros constaté à la suite d'un audit. En conséquence, le Directeur Général Stéphane Drelon est révoqué le 17 décembre 2005, lors du conseil d'administration. Ce conseil nomme au poste de vide-président Robert Rousseau, qui est aussi le directeur de cabinet du Président de la Communauté d'agglomération de Brive. Ce dernier doit gérer une situation financière compliquée. Le 13 mars 2006, le CABCL est auditionné par la DNACG. Dans un premier temps, il est relégué en Fédérale 1 à titre conservatoire, avant que Robert Rousseau ne parvienne à redresser la situation. Enfin, le 12 juin, le Président Jean-Claude Penauille vend sa société de services Penauille Polyservices qui détient le club. Le groupe CFF Recycling se porte acquéreur et son PDG Daniel Derichebourg détient alors 55 % des parts de la SASP du club.
Côté sportif, l'équipe réalise une saison quelconque. Aucun objectif de pré-saison n'est fixé. Lors de l'intersaison, l'élite a été resserrée de 16 à 14 clubs. Brive termine à la 9e place et assure sans vraiment trembler son maintien. Il précède à mi-saison le premier relégable de 16 points. Son plus gros fait d'armes est la victoire décrochée contre le Stade toulousain champion d'Europe en titre, lors de la 12e journée. En Challenge Européen, le club gagne trois rencontres de poules mais en perd autant, cependant il accède quand même à la qualification en quarts de finale. Son aventure n'ira pas plus loin, les Anglais de Gloucester écrasent les Blanc et Noir au début du mois d'avril.

## Joueurs et encadrement

### Dirigeants
- Jean-Claude Penauille, président
- Stéphane Drelon, Directeur Général délégué (révoqué le 17 décembre 2005)
- Robert Rousseau, vice-président (nommé le 17 décembre 2005)

### Staff technique
- Didier Faugeron, entraineur et Directeur sportif
- Laurent Rodriguez, co-entraîneur

### Effectif 2005-2006
| Nom                   | Poste            | Naissance         | Nationalité sportive | International | Dernier club         | Arrivée au club |
| --------------------- | ---------------- | ----------------- | -------------------- | ------------- | -------------------- | --------------- |
| Julien Campo          | Talonneur        | 1er mai 1981      | France               | -             | Biarritz olympique   | 2004            |
| Jawad Djoudi          | Talonneur        | 8 mai 1976        | France               | -             | CS Bourgoin-Jallieu  | 2003            |
| Pierre Capdevielle    | Pilier           | 30 mars 1974      | France               | -             | AS Montferrand       | 2001            |
| Rudy Chéron           | Pilier           | 19 février 1981   | France               | -             | USA Perpignan        | 2005            |
| Amédée Domenech       | Pilier           | 18 juillet 1984   | France               | -             | Formé au club        | Formé au club   |
| Damien Minassian      | Pilier           | 14 juin 1979      | France               | -             | Biarritz olympique   | 2004            |
| Franco Pani           | Pilier           | 18 août 1981      | Argentine            | -             | L'Aquila             | 2004            |
| Daniel Rodriguez      | Pilier           | 30 mars 1978      | Argentine            | -             | CA Périgueux         | 2003            |
| Petrisor Toderasc     | Pilier           | 15 juillet 1980   | Roumanie             |               | US Oyonnax           | 2005            |
| Samuel Chinarro       | Deuxième ligne   | 2 février 1974    | France               | -             | Castres olympique    | 2002            |
| Denys Drozdz          | Deuxième ligne   | 12 juin 1985      | France               | -             | Formé au club        | Formé au club   |
| Yvan Manhès           | Deuxième ligne   | 23 mai 1975       | France               | -             | Stade aurillacois    | 1995            |
| Charl van Rensburg    | Deuxième ligne   | 4 septembre 1973  | Afrique du Sud       | -             | Sharks               | 2005            |
| Johan van Zyl         | Deuxième ligne   | 11 novembre 1980  | Afrique du Sud       | -             | Natal Sharks         | 2005            |
| Simon Azoulai         | Troisième ligne  | 15 juin 1980      | France               | -             | CA Bègles-Bordeaux   | 2003            |
| Jérôme Bonvoisin      | Troisième ligne  | 8 août 1973       | France               | -             | AS Montferrand       | 2001            |
| Damien Chouly         | Troisième ligne  | 27 novembre 1985  | France               | -             | Formé au club        | Formé au club   |
| Fabien Laurent        | Troisième ligne  | 20 juillet 1984   | France               | -             | Formé au club        | Formé au club   |
| Alexandre Maleyrie    | Troisième ligne  | 13 mars 1981      | France               | -             | Formé au club        | Formé au club   |
| Lionel Mallier        | Troisième ligne  | 6 mars 1974       | France               |               | USA Perpignan        | 2004            |
| Tunufai Tavalea       | Troisième ligne  | 20 septembre 1984 | Tonga                | -             | Formé au club        | Formé au club   |
| Timothy Clark         | Demi de mêlée    | 5 janvier 1979    | Australie            | -             | Waratahs             | 2005            |
| Damien Neveu          | Demi de mêlée    | 29 juin 1986      | France               | -             | Formé au club        | Formé au club   |
| Jean-Baptiste Péjoine | Demi de mêlée    | 17 juillet 1980   | France               | -             | Stade bordelais      | 2001            |
| Maxime Petitjean      | Demi d'ouverture | 17 mars 1984      | France               | -             | Stade aurillacois    | 2005            |
| Xavier Sadourny       | Demi d'ouverture | 9 avril 1977      | France               | -             | Castres olympique    | 2005            |
| Sébastien Bonetti     | 3/4 centre       | 22 septembre 1977 | France               |               | SU Agen              | 2005            |
| Nicolas Couttet       | 3/4 centre       | 30 janvier 1975   | France               | -             | USA Perpignan        | 2003            |
| Pascal Giordani       | 3/4 centre       | 1er juin 1974     | France               |               | USA Perpignan        | 2004            |
| Cédric Leite          | 3/4 centre       | 17 décembre 1977  | France               | -             | Formé au club        | Formé au club   |
| Clément Marienval     | 3/4 centre       | 10 juillet 1985   | France               | -             | Formé au club        | Formé au club   |
| Ludovic Valbon        | 3/4 centre       | 22 mai 1976       | France               |               | CA Bègles-Bordeaux   | 2003            |
| Yves Donguy           | 3/4 aile         | 1er janvier 1982  | France               | -             | AC Bobigny           | 2000            |
| Alexis Palisson       | 3/4 aile         | 9 septembre 1987  | France               | -             | Formé au club        | Formé au club   |
| Charles Platek        | 3/4 aile         | 12 octobre 1986   | France               | -             | Formé au club        | Formé au club   |
| Farid Sid             | 3/4 aile         | 27 mars 1979      | France               | -             | US Colomiers         | 2004            |
| Martin Bottini        | Arrière          | 2 juin 1982       | Argentine            | -             | Alumni Athletic Club | 2005            |
| Johan Dalla Riva      | Arrière          | 2 septembre 1978  | France               | -             | Castres olympique    | 2005            |

## Calendrier
| Date du match     | Domicile              | Extérieur             | Score | Lieu du match                  | Catégorie                             | Classement |
| ----------------- | --------------------- | --------------------- | ----- | ------------------------------ | ------------------------------------- | ---------- |
| 20 août 2005      | CA Brive              | CS Bourgoin-Jallieu   | 15-10 | Stade Amédée-Domenech          | 1re journée de Top 14                 | 6          |
| 27 août 2005      | SU Agen               | CA Brive              | 19-13 | Stade Armandie                 | 2e journée de Top 14                  | 7          |
| 3 septembre 2005  | CA Brive              | Aviron bayonnais      | 19-19 | Stade Amédée-Domenech          | 3e journée de Top 14                  | 10         |
| 10 septembre 2005 | Biarritz olympique    | CA Brive              | 43-5  | Parc des sports d'Aguiléra     | 4e journée de Top 14                  | 10         |
| 17 septembre 2005 | CA Brive              | Section paloise       | 34-10 | Stade Amédée-Domenech          | 5e journée de Top 14                  | 9          |
| 24 septembre 2005 | Stade Français        | CA Brive              | 25-17 | Stade Jean-Bouin               | 6e journée de Top 14                  | 9          |
| 1er octobre 2005  | CA Brive              | Montpellier HRC       | 18-14 | Stade Amédée-Domenech          | 7e journée de Top 14                  | 7          |
| 8 octobre 2005    | Castres olympique     | CA Brive              | 48-14 | Stade Pierre-Antoine           | 8e journée de Top 14                  | 8          |
| 15 octobre 2005   | CA Brive              | RC Narbonne           | 12-10 | Stade Amédée-Domenech          | 9e journée de Top 14                  | 8          |
| 22 octobre 2005   | Newcastle Falcons     | CA Brive              | 51-19 | Kingston Park                  | 1re journée du Challenge européen     | 3          |
| 29 octobre 2005   | CA Brive              | L'Aquila Rugby        | 64-22 | Stade Amédée-Domenech          | 2e journée du Challenge européen      | 2          |
| 12 novembre 2005  | ASM Clermont Auvergne | CA Brive              | 15-11 | Stade Marcel-Michelin          | 10e journée de Top 14                 | 8          |
| 19 novembre 2005  | CA Brive              | RC Toulon             | 21-16 | Stade Amédée-Domenech          | 11e journée de Top 14                 | 8          |
| 3 décembre 2005   | CA Brive              | Stade toulousain      | 10-9  | Stade Amédée-Domenech          | 12e journée de Top 14                 | 8          |
| 11 décembre 2005  | Border Reivers        | CA Brive              | 25-22 | Netherdale                     | 3e journée du Challenge européen      | 3          |
| 17 décembre 2005  | CA Brive              | Border Reivers        | 34-28 | Stade Amédée-Domenech          | 4e journée du Challenge européen      | 2          |
| 23 décembre 2005  | USA Perpignan         | CA Brive              | 24-6  | Stade Aimé-Giral               | 13e journée de Top 14                 | 9          |
| 7 janvier 2006    | CS Bourgoin-Jallieu   | CA Brive              | 19-14 | Stade Pierre-Rajon             | 14e journée du Top 14                 | 9          |
| 14 janvier 2006   | L'Aquila Rugby        | CA Brive              | 19-47 | Stade Tommaso-Fattori          | 5e journée du Challenge européen      | 2          |
| 21 janvier 2006   | CA Brive              | Newcastle Falcons     | 17-24 | Stade Amédée-Domenech          | 6e journée du Challenge européen      | 2          |
| 11 février 2005   | CA Brive              | SU Agen               | 18-16 | Stade Amédée-Domenech          | 15e journée de Top 14                 | 9          |
| 18 février 2006   | CA Brive              | Biarritz olympique    | 8-15  | Stade Amédée-Domenech          | 16e journée de Top 14                 | 9          |
| 4 mars 2006       | Section paloise       | CA Brive              | 16-15 | Stade du Hameau                | 17e journée de Top 14                 | 9          |
| 11 mars 2006      | Aviron bayonnais      | CA Brive              | 17-11 | Stade Jean-Dauger              | 18e journée de Top 14                 | 9          |
| 17 mars 2006      | CA Brive              | Stade Français        | 22-28 | Stade Amédée-Domenech          | 19e journée de Top 14                 | 9          |
| 25 mars 2006      | Montpellier HRC       | CA Brive              | 24-13 | Stade Sabathé                  | 20e journée de Top 14                 | 9          |
| 1er avril 2006    | Gloucester RFC        | CA Brive              | 46-13 | Kingsholm Stadium              | Quart de finale du Challenge européen | Éliminé    |
| 8 avril 2006      | CA Brive              | Castres olympique     | 23-18 | Stade Amédée-Domenech          | 21e journée de Top 14                 | 9          |
| 15 avril 2006     | RC Narbonne           | CA Brive              | 32-22 | Parc des sports et de l'amitié | 22e journée de Top 14                 | 10         |
| 29 avril 2006     | CA Brive              | ASM Clermont Auvergne | 29-14 | Stade Amédée-Domenech          | 23e journée de Top 14                 | 9          |
| 6 mai 2006        | RC Toulon             | CA Brive              | 13-20 | Stade Mayol                    | 24e journée de Top 14                 | 9          |
| 13 mai 2006       | Stade toulousain      | CA Brive              | 37-27 | Stade Ernest-Wallon            | 25e journée de Top 14                 | 9          |
| 27 mai 2006       | CA Brive              | USA Perpignan         | 14-42 | Stade Amédée-Domenech          | 26e journée de Top 14                 | 9          |

## Statistiques

### Statistiques collectives

#### Classement Top 14
| Rang | Club                   | J  | V  | N | D  | Bo | Bd | Pm  | Pe  | Diff | Pts |
| ---- | ---------------------- | -- | -- | - | -- | -- | -- | --- | --- | ---- | --- |
| 1    | Biarritz olympique (T) | 26 | 19 | 0 | 7  | 8  | 6  | 694 | 350 | +344 | 90  |
| 2    | Stade français Paris   | 26 | 19 | 0 | 7  | 10 | 3  | 633 | 437 | +196 | 89  |
| 3    | Stade toulousain       | 26 | 19 | 0 | 7  | 8  | 4  | 713 | 427 | +286 | 88  |
| 4    | USA Perpignan          | 26 | 18 | 0 | 8  | 9  | 3  | 671 | 398 | +273 | 84  |
| 5    | SU Agen                | 26 | 15 | 0 | 11 | 7  | 3  | 655 | 540 | +115 | 70  |
| 6    | CS Bourgoin-Jallieu    | 26 | 14 | 0 | 12 | 7  | 4  | 591 | 516 | +75  | 67  |
| 7    | Castres olympique      | 26 | 13 | 0 | 13 | 6  | 8  | 685 | 559 | +126 | 66  |
| 8    | ASM Clermont           | 26 | 14 | 0 | 12 | 5  | 2  | 577 | 569 | +8   | 63  |
| 9    | CA Brive               | 26 | 10 | 1 | 15 | 2  | 7  | 431 | 553 | -122 | 51  |
| 10   | RC Narbonne            | 26 | 11 | 0 | 15 | 1  | 2  | 533 | 775 | -242 | 47  |
| 11   | Montpellier HR         | 26 | 9  | 0 | 17 | 5  | 5  | 574 | 659 | -85  | 46  |
| 12   | Aviron bayonnais       | 26 | 8  | 1 | 17 | 4  | 5  | 514 | 669 | -155 | 43  |
| 13   | Section paloise        | 26 | 9  | 0 | 17 | 1  | 3  | 476 | 790 | -314 | 40  |
| 14   | RC Toulon (P)          | 26 | 3  | 0 | 23 | 0  | 7  | 332 | 837 | -505 | 19  |

#### Classement Poule 4 du Challenge européen
|                   | MJ | V | N | D | PP  | PC  | Pts |
| ----------------- | -- | - | - | - | --- | --- | --- |
| Newcastle Falcons | 6  | 6 | 0 | 0 | 324 | 81  | 28  |
| CA Brive          | 6  | 3 | 0 | 3 | 203 | 169 | 18  |
| Border Reivers    | 6  | 3 | 0 | 3 | 155 | 177 | 15  |
| L'Aquila Rugby    | 6  | 0 | 0 | 6 | 103 | 358 | 1   |

### Statistiques individuelles

#### Statistiques par joueur
(Tableau à jour au 31 mai 2006)
| Joueur                | Poste            | Top 14 | Top 14 | Top 14 | Top 14 | Top 14 | Top 14 | Top 14 | Top 14 | Top 14 |     | Challenge européen | Challenge européen | Challenge européen | Challenge européen | Challenge européen | Challenge européen | Challenge européen | Challenge européen | Challenge européen |      | Total | Total | Total | Total | Total | Total | Total | Total | Total |
| Joueur                | Poste            | TJ     | Tit.   | Rem.   | E      | T      | P      | D      | CJ     | CR     | TJ  | Tit.               | Rem.               | E                  | T                  | P                  | D                  | CJ                 | CR                 | TJ                 | Tit. | Rem.  | E     | T     | P     | D     | CJ    | CR    |       |       |
| --------------------- | ---------------- | ------ | ------ | ------ | ------ | ------ | ------ | ------ | ------ | ------ | --- | ------------------ | ------------------ | ------------------ | ------------------ | ------------------ | ------------------ | ------------------ | ------------------ | ------------------ | ---- | ----- | ----- | ----- | ----- | ----- | ----- | ----- | ----- | ----- |
| Julien Campo          | Talonneur        | 1072   | 14     | 6      | 2      | -      | -      | -      | -      | -      |     | 281                | 4                  | 2                  | -                  | -                  | -                  | -                  | -                  | -                  |      | 1353  | 18    | 8     | 2     | -     | -     | -     | -     | -     |
| Jawad Djoudi          | Talonneur        | 831    | 11     | 5      | -      | -      | -      | -      | -      | -      | 238 | 3                  | 1                  | -                  | -                  | -                  | -                  | 1                  | -                  | 1069               | 14   | 6     | -     | -     | -     | -     | 1     | -     |       |       |
| Pierre Capdevielle    | Pilier           | 1573   | 20     | 5      | -      | -      | -      | -      | 2      | -      | 178 | 3                  | 1                  | -                  | -                  | -                  | -                  | -                  | -                  | 1751               | 23   | 6     | -     | -     | -     | -     | 2     | -     |       |       |
| Rudy Chéron           | Pilier           | 197    | 2      | 4      | -      | -      | -      | -      | -      | -      | 179 | 2                  | 2                  | 1                  | -                  | -                  | -                  | -                  | -                  | 376                | 4    | 6     | 1     | -     | -     | -     | -     | -     |       |       |
| Amédée Domenech       | Pilier           | 0      | 0      | 0      | -      | -      | -      | -      | -      | -      | 35  | 0                  | 2                  | 1                  | -                  | -                  | -                  | -                  | -                  | 35                 | -    | 2     | 1     | -     | -     | -     | -     | -     |       |       |
| Damien Minassian      | Pilier           | 268    | 1      | 10     | -      | -      | -      | -      | 1      | -      | 108 | 1                  | 2                  | -                  | -                  | -                  | -                  | -                  | -                  | 376                | 2    | 12    | -     | -     | -     | -     | 1     | -     |       |       |
| Franco Pani           | Pilier           | 406    | 4      | 12     | -      | -      | -      | -      | -      | -      | 180 | 2                  | 1                  | -                  | -                  | -                  | -                  | -                  | -                  | 586                | 6    | 13    | -     | -     | -     | -     | -     | -     |       |       |
| Daniel Rodriguez      | Pilier           | 609    | 8      | 5      | 1      | -      | -      | -      | 1      | -      | 333 | 5                  | 1                  | -                  | -                  | -                  | -                  | -                  | -                  | 942                | 13   | 6     | 1     | -     | -     | -     | 1     | -     |       |       |
| Petrisor Toderasc     | Pilier           | 1284   | 18     | 1      | 1      | -      | -      | -      | 1      | -      | 148 | 1                  | 3                  | 1                  | -                  | -                  | -                  | -                  | -                  | 1432               | 19   | 4     | 2     | -     | -     | -     | 1     | -     |       |       |
| Samuel Chinarro       | Deuxième ligne   | 808    | 10     | 6      | 1      | -      | -      | -      | 1      | -      | 356 | 5                  | 1                  | -                  | -                  | -                  | -                  | -                  | -                  | 1164               | 15   | 7     | 1     | -     | -     | -     | 1     | -     |       |       |
| Denys Drozdz          | Deuxième ligne   | 938    | 11     | 8      | 1      | -      | -      | -      | 2      | -      | 451 | 6                  | -                  | 1                  | -                  | -                  | -                  | 1                  | -                  | 1389               | 17   | 8     | 2     | -     | -     | -     | 3     | -     |       |       |
| Yvan Manhès           | Deuxième ligne   | 415    | 6      | 4      | -      | -      | -      | -      | -      | -      | 225 | 3                  | 2                  | 1                  | -                  | -                  | -                  | -                  | -                  | 640                | 9    | 6     | 1     | -     | -     | -     | -     | -     |       |       |
| Charl van Rensburg    | Deuxième ligne   | 1868   | 22     | 4      | -      | -      | -      | -      | 1      | -      | 160 | 2                  | -                  | 2                  | -                  | -                  | -                  | -                  | -                  | 2028               | 24   | 4     | 2     | -     | -     | -     | 1     | -     |       |       |
| Johan van Zyl         | Deuxième ligne   | 696    | 9      | 4      | -      | -      | -      | -      | -      | -      | 99  | 1                  | 1                  | -                  | -                  | -                  | -                  | 1                  | -                  | 795                | 10   | 5     | -     | -     | -     | -     | 1     | -     |       |       |
| Simon Azoulai         | Troisième ligne  | 1369   | 17     | 2      | -      | -      | -      | -      | -      | -      | 159 | 1                  | 2                  | -                  | -                  | -                  | -                  | -                  | -                  | 1528               | 18   | 4     | -     | -     | -     | -     | -     | -     |       |       |
| Jérôme Bonvoisin      | Troisième ligne  | 1949   | 26     | -      | -      | -      | -      | -      | 3      | -      | 94  | 2                  | -                  | -                  | -                  | -                  | -                  | -                  | -                  | 2043               | 28   | -     | -     | -     | -     | -     | 3     | -     |       |       |
| Damien Chouly         | Troisième ligne  | 1156   | 14     | 4      | -      | -      | -      | -      | 1      | -      | 519 | 6                  | 1                  | -                  | -                  | -                  | -                  | -                  | -                  | 1675               | 20   | 5     | -     | -     | -     | -     | 1     | -     |       |       |
| Fabien Laurent        | Troisième ligne  | 54     | 0      | 4      | -      | -      | -      | -      | -      | -      | 324 | 4                  | 1                  | 2                  | -                  | -                  | -                  | -                  | -                  | 378                | 4    | 5     | 2     | -     | -     | -     | -     | -     |       |       |
| Alexandre Maleyrie    | Troisième ligne  | 199    | 2      | 2      | 1      | -      | -      | -      | -      | -      | 269 | 3                  | 1                  | 2                  | -                  | -                  | -                  | -                  | -                  | 468                | 5    | 3     | 3     | -     | -     | -     | -     | -     |       |       |
| Lionel Mallier        | Troisième ligne  | 1028   | 14     | 8      | 1      | -      | -      | -      | 1      | -      | 41  | 1                  | -                  | -                  | -                  | -                  | -                  | -                  | -                  | 1069               | 15   | 8     | 1     | -     | -     | -     | 1     | -     |       |       |
| Tunufai Tavalea       | Troisième ligne  | -      | -      | -      | -      | -      | -      | -      | -      | -      | 103 | 1                  | 3                  | 2                  | -                  | -                  | -                  | -                  | -                  | 103                | 1    | 3     | 2     | -     | -     | -     | -     | -     |       |       |
| Timothy Clark         | Demi de mêlée    | 587    | 9      | 3      | 1      | 4      | 4      | -      | -      | -      | 206 | 2                  | 3                  | -                  | 10                 | -                  | -                  | -                  | -                  | 793                | 11   | 6     | 1     | 14    | 4     | -     | -     | -     |       |       |
| Damien Neveu          | Demi de mêlée    | 45     | 0      | 6      | -      | -      | -      | -      | -      | -      | 240 | 3                  | 2                  | -                  | -                  | -                  | -                  | 1                  | -                  | 285                | 3    | 8     | -     | -     | -     | -     | 1     | -     |       |       |
| Jean-Baptiste Péjoine | Demi de mêlée    | 1446   | 17     | 5      | 3      | -      | -      | -      | -      | -      | 142 | 2                  | 1                  | -                  | -                  | -                  | -                  | -                  | -                  | 1588               | 19   | 6     | 3     | -     | -     | -     | -     | -     |       |       |
| Maxime Petitjean      | Demi d'ouverture | 1453   | 16     | 10     | -      | 17     | 48     | 11     | -      | -      | 365 | 4                  | 2                  | -                  | 8                  | 5                  | -                  | -                  | -                  | 1818               | 20   | 12    | -     | 17    | 53    | 11    | -     | -     |       |       |
| Xavier Sadourny       | Demi d'ouverture | 917    | 13     | 1      | 2      | -      | 4      | 1      | -      | -      | 195 | 3                  | 2                  | 1                  | 2                  | -                  | -                  | -                  | -                  | 1012               | 16   | 3     | 3     | 2     | 4     | 1     | -     | -     |       |       |
| Sébastien Bonetti     | 3/4 centre       | 1443   | 19     | 1      | 1      | -      | -      | -      | -      | -      | 199 | 2                  | 1                  | -                  | -                  | -                  | -                  | -                  | -                  | 1642               | 21   | 2     | 1     | -     | -     | -     | -     | -     |       |       |
| Nicolas Couttet       | Centre           | 624    | 8      | 1      | -      | -      | -      | -      | -      | -      | 80  | 1                  | -                  | -                  | -                  | -                  | -                  | -                  | -                  | 704                | 9    | 1     | -     | -     | -     | -     | -     | -     |       |       |
| Pascal Giordani       | Centre           | 52     | 1      | -      | -      | -      | -      | -      | -      | -      | 160 | 2                  | -                  | 1                  | -                  | -                  | -                  | -                  | -                  | 212                | 3    | -     | 1     | -     | -     | -     | -     | -     |       |       |
| Cédric Leite          | Centre           | 774    | 8      | 7      | 1      | -      | -      | -      | -      | -      | 257 | 4                  | -                  | 1                  | -                  | -                  | -                  | -                  | -                  | 1031               | 12   | 7     | 2     | -     | -     | -     | -     | -     |       |       |
| Clément Marienval     | Centre           | 129    | 1      | 3      | -      | -      | -      | -      | -      | -      | 407 | 5                  | 2                  | 1                  | -                  | -                  | -                  | -                  | -                  | 536                | 6    | 5     | 1     | -     | -     | -     | -     | -     |       |       |
| Ludovic Valbon        | Centre           | 1410   | 18     | 1      | 2      | -      | -      | -      | 1      | -      | 160 | 2                  | -                  | 3                  | -                  | -                  | -                  | -                  | -                  | 1570               | 20   | 1     | 5     | -     | -     | -     | 1     | -     |       |       |
| Yves Donguy           | 3/4 aile         | 1626   | 21     | -      | 7      | -      | -      | -      | -      | -      | 110 | 1                  | 1                  | 1                  | -                  | -                  | -                  | -                  | -                  | 1737               | 22   | 1     | 8     | -     | -     | -     | -     | -     |       |       |
| Alexis Palisson       | Ailier           | 20     | -      | 2      | -      | -      | -      | -      | -      | -      | -   | -                  | -                  | -                  | -                  | -                  | -                  | -                  | -                  | 20                 | 0    | 2     | -     | -     | -     | -     | -     | -     |       |       |
| Charly Platek         | Ailier           | 257    | 3      | 2      | -      | -      | -      | -      | 1      | -      | 340 | 4                  | 1                  | 2                  | -                  | -                  | -                  | -                  | -                  | 597                | 7    | 3     | 2     | -     | -     | -     | 1     | -     |       |       |
| Farid Sid             | Ailier           | 1413   | 20     | 1      | 4      | -      | -      | -      | -      | -      | 160 | 2                  | -                  | -                  | -                  | -                  | -                  | -                  | -                  | 1573               | 22   | 1     | 4     | -     | -     | -     | -     | -     |       |       |
| Martin Bottini        | Arrière          | 586    | 7      | 6      | 1      | -      | -      | -      | -      | -      | 450 | 6                  | -                  | 6                  | -                  | -                  | -                  | -                  | -                  | 1036               | 13   | 6     | 7     | -     | -     | -     | -     | -     |       |       |
| Johan Dalla Riva      | Arrière          | 1694   | 20     | 1      | 2      | 1      | 5      | 1      | 1      | -      | 449 | 6                  | -                  | 2                  | 3                  | -                  | -                  | -                  | -                  | 2143               | 26   | 1     | 4     | -     | -     | -     | 1     | -     |       |       |

#### Statistiques par réalisateur
Classement des meilleurs réalisateurs en Top 14
| Rang | Joueur                | Poste            | Points | Essais | Transf. | Pén. | Drops |
| ---- | --------------------- | ---------------- | ------ | ------ | ------- | ---- | ----- |
| 1    | Maxime Petitjean      | Demi d'ouverture | 211    | -      | 17      | 48   | 11    |
| 2    | Yves Donguy           | Ailier           | 35     | 7      | -       | -    | -     |
| 3    | Johan Dalla Riva      | Arrière          | 30     | 2      | 1       | 5    | 1     |
| 4    | Xavier Sadourny       | Demi d'ouverture | 25     | 2      | -       | 4    | 1     |
| -    | Timothy Clark         | Demi de mêlée    | 25     | 1      | 4       | 4    | -     |
| 6    | Farid Sid             | Ailier           | 20     | 4      | -       | -    | -     |
| 7    | Jean-Baptiste Péjoine | Demi de mêlée    | 15     | 3      | -       | -    | -     |

Classement des meilleurs réalisateurs en Challenge européen
| Rang | Joueur             | Poste            | Points | Essais | Transf. | Pén. | Drops |
| ---- | ------------------ | ---------------- | ------ | ------ | ------- | ---- | ----- |
| 1    | Maxime Petitjean   | Demi d'ouverture | 31     | -      | 8       | 5    | -     |
| 2    | Martin Bottini     | Arrière          | 30     | 6      | -       | -    | -     |
| 3    | Timothy Clark      | Demi de mêlée    | 20     | -      | 10      | -    | -     |
| 4    | Johan Dalla Riva   | Arrière          | 16     | 2      | 3       | -    | -     |
| 5    | Ludovic Valbon     | Centre           | 15     | 3      | -       | -    | -     |
| 6    | Johan van Zyl      | Deuxième ligne   | 10     | 2      | -       | -    | -     |
| -    | Fabien Laurent     | Troisième ligne  | 10     | 2      | -       | -    | -     |
| -    | Alexandre Maleyrie | Troisième ligne  | 10     | 2      | -       | -    | -     |
| -    | Tunufai Tavalea    | Troisième ligne  | 10     | 2      | -       | -    | -     |
| -    | Charly Platek      | Ailier           | 10     | 2      | -       | -    | -     |

#### Statistiques par marqueur
| Rang  | Joueur                | Poste            | Top 14    | Challenge européen | TOTAL     |
| ----- | --------------------- | ---------------- | --------- | ------------------ | --------- |
| 1     | Yves Donguy           | Ailier           | 7         | 1                  | 8 essais  |
| 2     | Martin Bottini        | Arrière          | 1         | 6                  | 7 essais  |
| 3     | Ludovic Valbon        | Centre           | 2         | 3                  | 5 essais  |
| 4     | Farid Sid             | Ailier           | 4         | -                  | 4 essais  |
| 4     | Johan Dalla Riva      | Centre           | 2         | 2                  | 4 essais  |
| 6     | Jean-Baptiste Péjoine | Demi de mêlée    | 3         | -                  | 3 essais  |
| 6     | Xavier Sadourny       | Demi d'ouverture | 2         | 1                  | 3 essais  |
| 6     | Alexandre Maleyrie    | Troisième ligne  | 1         | 2                  | 3 essais  |
| 9     | Julien Campo          | Talonneur        | 2         | -                  | 2 essais  |
| 9     | Petrisor Toderasc     | Pilier           | 1         | 1                  | 2 essais  |
| 9     | Denys Drozdz          | Deuxième ligne   | 1         | 1                  | 2 essais  |
| 9     | Cédric Leite          | Centre           | 1         | 1                  | 2 essais  |
| 9     | Charl van Rensburg    | Deuxième ligne   | -         | 2                  | 2 essais  |
| 9     | Charly Platek         | Ailier           | -         | 2                  | 2 essais  |
| 9     | Fabien Laurent        | Troisième ligne  | -         | 2                  | 2 essais  |
| 9     | Tunufai Tavalea       | Troisième ligne  | -         | 2                  | 2 essais  |
| 17    | Sébastien Bonetti     | Centre           | 1         | -                  | 1 essai   |
| 17    | Lionel Mallier        | Troisième ligne  | 1         | -                  | 1 essai   |
| 17    | Samuel Chinarro       | Deuxième ligne   | 1         | -                  | 1 essai   |
| 17    | Daniel Rodriguez      | Pilier           | 1         | -                  | 1 essai   |
| 17    | Timothy Clark         | Demi de mêlée    | 1         | -                  | 1 essai   |
| 17    | Yvan Manhès           | Deuxième ligne   | -         | 1                  | 1 essai   |
| 17    | Rudy Chéron           | Pilier           | -         | 1                  | 1 essai   |
| 17    | Clément Marienval     | Centre           | -         | 1                  | 1 essai   |
| 17    | Pascal Giordani       | Centre           | -         | 1                  | 1 essai   |
| 17    | Amédée Domenech       | Pilier           | -         | 1                  | 1 essai   |
| #     | essai de pénalité     | -                | 1         | -                  | -         |
| Total | -                     | 26 marqueurs     | 33 essais | 31 essais          | 64 essais |

### Joueurs en sélections internationales
| Joueur            | Poste  | Pays     | Compétition                  | Sélections (points) |
| ----------------- | ------ | -------- | ---------------------------- | ------------------- |
| Ludovic Valbon    | Centre | France   | Tournoi des Six Nations 2006 | 2(0)                |
| Petrisor Toderasc | Pilier | Roumanie | Tests Match                  | 7(0)                |